# Иммиграция в Азербайджан
В 1991 году, после обретения независимости, Азербайджан начал проводить суверенную экономическую политику.
Миграционный баланс страны с 2008 года является положительным, что указывает на то, что меньше людей покидают страну, чем приезжают сюда для постоянного проживания. Необходимо отметить что, в основном это азербайджанцы, проживавшие за пределами Азербайджана в течение последних нескольких лет, преимущественно в странах СНГ, и которые хотят получить гражданство. Среди иностранцев, желающих переехать в Азербайджан, преобладают турки и иранцы. А также представители других национальностей, вступившие в брак с гражданином (или гражданкой) Азербайджана.
В 2010 году каждый восьмой житель Азербайджана был мигрантом, из которых более 90 % из них являются азербайджанцами, а 70 % являются внутренне перемещенными лицами с территорий, занятых армянами.

## Иммигранты
Три наиболее многочисленные группы, преобладающие среди иммигрантов в Азербайджан:
1. Этнические азербайджанцы — это те, кто чаще всего переезжает в страну, а также представители некоторых нацменьшинств, которые населяют страну в компактных населенных пунктах (талыши, лезгины, таты, аварцы и т. д.),
В эту группу входят выходцы из Азербайджана, которые долгое время проживали в других республиках СССР.
Многие из них получили образование в российских и в украинских университетах, а после учебы, остались жить и работать в этих же республиках. Нередко такие выходцы из Азербайджана создают смешанные семьи. Распад СССР подтолкнул многие из них к возвращению на родину, в Азербайджан. Их семьи переехали вместе с ними. Это жены и дети, которые посещали Азербайджан ранее только на праздники и каникулы.
2. Во второй группе находятся этнические азербайджанцы, в основном выходцы из Грузии, проживающие на границе с Азербайджаном. По разным причинам многие из них пытаются переехать в Азербайджан.
3. Третья группа включает в себя трудовых иммигрантов из разных стран (в основном из Турции, Индии, Пакистана и т. д.), которые прибывают в страну для того, чтобы найти работу или открыть свой собственный бизнес. Некоторые из этих иммигрантов приезжают в страну для получения высшего образования (например, из Турции), а затем они остаются здесь работать и дальше начинают формировать свои семьи в Азербайджане.

## Беженцы и просители убежища
В Азербайджане к нелегальным иммигрантам относятся те, кто :
1) въехали в Азербайджан без полномочий
2) въехали с поддельными документами
3) просрочили свои визы
В 2010 году Государственная миграционная служба Азербайджана выслала 8 500 иностранных граждан или лиц без гражданства.
В Азербайджане существуют следующие формы международной защиты, в соответствии с Законом 1999 года о статусе беженцев и Внутренне Перемещенных Лиц :
— статус беженца: в соответствии с Конвенцией о статусе беженцев
— политическое убежище: лицо, прибывшее на территорию АР и обратившийся за предоставлением статуса беженца или намеревающееся сделать это, считается находящимся в поиске убежища до принятия решения о предоставлении или отказе в предоставлении ему статуса беженца